# الروزا الرحلة 514
الروزا الرحلة 514 هي رحلة طيران بطائرة توبوليف تو 154M تابعة لشركة الروزا من أوداتشني إلي موسكو وعلي متنها 72 راكبا و9 من أفراد الطاقم في 7 سبتمبر 2010 وخلال الرحلة تعرضت الطائرة لفشل كامل في الأنظمة الكهربائية للطائرة من بينها أنظمة الملاحة واستخدام الوقود والقلابات مما أدي إلي القيام بهبوط اضطراري في مطار إيزما ونجاة جميع من كان علي متنها. كرمت الحكومة الروسية كلا من الكابتن يفجيني نوفوسيلوف والمساعد أول أندريه لامانوف بوسام بطل الاتحاد الروسي بينما كرمت مهندس الطيران رفيق كاريموف والملاح سيرجي تالالاييف ومضيفات الطيران الخمس وسام الشجاعة. كرمت أيضا مدير مطار إيزما سيرجي سوتنيكوف بميدالية ترتيب الاستحقاق الوطني في روسيا